# あゝ特別攻撃隊
『あゝ特別攻撃隊』は、1964年2月25日にビクターレコードより発売された橋幸夫の47枚目のシングルである（SV-1）。後に同名のミュージックブック『あゝ特別攻撃隊』が制作されている（後述）。

## 概要
- 作詞は川内康範で、太平洋戦争末期に、爆薬等を搭載した軍用機などで戦死を前提に敵の攻撃にあたる特別攻撃隊とそれに殉じた若者を謳ったものである。
- 川内と橋は、本楽曲が初共演となる。橋が佐伯孝夫作詞以外の楽曲を歌うのは、この当時は、雑誌の一般公募歌（『すっとび仁義』）、テレビドラマの主題歌（『俺ら次郎長』は原作者の北条誠が作詞）、ラジオドラマの主題歌（『薩南健児の歌』は脚本を書いた大林清が作詞）他オリンピック関係の企画ものなど限定されていた。
- 作曲は恩師の吉田正。川内康範と吉田正は、松尾和子と和田弘とマヒナスターズの『誰よりも君を愛す』（1959年12月リリース）で第2回日本レコード大賞を受賞している。
- 64年のゴールデウィークには、橋は恒例の日劇橋幸夫ショーで、純白の士官姿でドラマ仕立てでこの楽曲を歌唱している[2]。
- 1965年5月時点までの1年間のセールスは23万枚[3]。
- 川内はこの年、橋に雑誌『明星』の付録『みんなの旗みんなの歌』の「人間みんなみな同じ」（シングルリスト非掲載曲）も提供している[4]。どれもメッセージ性の強いのが特徴となっている。また、この後橋に、『名なし草』（C/W「5人の仲間」）、『この世を花にするために』（C/W「この道」）を提供している。
- このシングルEP盤よりビクターの流行歌もステレオに対応し、従来のVS型番に代わってSV型番となり、本楽曲がその第1号となっている。このためc/wはビクターを代表するもう一人の歌手フランク永井の「太陽は撃てない」（作詞、作曲はA面に同じ）が収録されている。
- ジャケットでは橋が特攻隊員に扮しており、松竹映画主題歌と記入されているが、この年の橋主演の映画は「花の舞妓はん」「孤独」の2本となっており、本楽曲を主題歌とした映画は制作されていない。なお、4年前の1960年に大映製作が同目映画『あゝ特別攻撃隊』を製作している。

## 収録曲
1. あゝ特別攻撃隊
作詞：川内康範、作・編曲：吉田正
2. 太陽は撃てない
作詞：川内康範、作・編曲：吉田正

## 収録アルバム
- LP盤のアルバムにはあるが、近年では記念アルバムでの収録にとどまる。
  - 芸能生活45周年記念盤『歌の架け橋』2005/12（VICL-61843〜5）
- CD-BOXへの収録
  - 『橋幸夫大全集』（CD-BOX 6枚組） [1993年9月20日発売] Disc4
  - 『橋幸夫のすべて』（CD-BOX 5枚組） [2011年2月8日発売] Disc3
  - 『橋幸夫ベスト100+カラオケ15』（CD-BOX 5+1枚組） [2015年10月28日発売] Disc4

## ミュージックブック『あゝ特別攻撃隊』
- 楽曲のヒットを受け、ミュージックブック『あゝ特別攻撃隊』が制作され、6月日本ビクター出版より発売された（MBK3104）。
- ミュージックブックでは、川内康範による歌謡ドラマ構成となっている。
構成・作詞　川内康範
作曲　吉田正
孝夫　橋幸夫
母親　湯浅智津子
恋人　葉山葉子
ナレーション　黒沢良
- その他の収録楽曲
赤いブラウス、星の出る頃
白井権八、葵若衆
花の舞妓はん、妹